# Föhn (Film)
Föhn ist ein deutsches Bergfilmdrama aus dem Jahre 1950 mit Hans Albers in der Hauptrolle. Unter der Regie von Rolf Hansen spielen neben Antje Weisgerber, Ellen Widmann und Heinrich Gretler, Adrian Hoven und Liselotte Pulver ein junges Liebespaar. Alternativtitel ist Sturm in der Ostwand. 

## Handlung
Einst hatte der Arzt Dr. Johannes Jensen die Warnungen eines Bergführers in den Wind geschlagen und war mit seiner Ehefrau Maria in die Bergwand des Piz Palü gestiegen. Dabei geschah ein fürchterliches Unglück, denn bei einem Wetterumschwung kam Maria ums Leben. Johannes macht sich seitdem bittere Vorwürfe. Anlässlich des 20. Unglücks-Jahrestages kehrt der alte Mann in das Bergmassiv zurück. Von einem von ihm bezogenen Chalet aus tritt Jensen erneut eine Klettertour auf den Piz Palü an, als er ein junges Paar kennenlernt: Peter und Maria wollen nun ebenfalls diese Route in Richtung Gipfel einschlagen. Johannes erkennt, dass die jungen Leute dabei sind, denselben Fehler zu begehen wie er vor zwanzig Jahren. Aus einem alten Schuldgefühl heraus, das ihn seit jenem tragischen Tag begleitet, sieht er sich dem Paar gegenüber in der Verantwortung, zumal er sich in dem jungen Peter wiedererkennt. Maria wiederum, die noch dazu denselben Vornamen wie seine verunglückte Frau trägt, erinnert ihn stark an sie.
Während Maria auf Johannes’ Warnungen vor dem „weißen Tod“ hört und zurückbleibt, schert sich der sich überschätzende Peter nicht darum und macht sich allein auf den Weg in den zerklüfteten Fels. Jensen geht trotz seiner von Peter in den Wind geschlagenen Warnungen mit ihm. Maria folgt den beiden heimlich. Es kommt, wie es kommen muss: Die Wetterunbilden sind heftig, Peter rutscht an einer schwierigen Stelle ab und schlägt auf einem Fels auf. Johannes, der ihm zu Hilfe eilen will, bricht sich bei diesem Rettungsversuch ein Bein. Maria kommt hinzu und alle sitzen nun in der Schneehölle fest. Lawinenabgänge machen es Rettungskräften unmöglich, den drei im Bergmassiv Eingeschlossenen zu Hilfe zu eilen. In den kommenden 40 Stunden setzt die Kälte den gestrandeten Bergkletterern heftig zu. Bald verlassen Peter all seine Kräfte und er droht, gemeinsam mit Maria zu erfrieren. Da opfert sich Johannes auf, hüllt das junge Paar in seine wärmenden Kleider und gibt sich selbst dem Erfrierungstod preis.

## Produktion

### Produktionsnotizen
Föhn, bei späteren Aufführungen auch mit dem Titel Sturm in der Ostwand bedacht, ist eine Neuverfilmung von Arnold Fancks und G. W. Pabsts legendärem Bergdrama Die weiße Hölle vom Piz Palü (1929). Die Dreharbeiten fanden von Anfang April bis Juli 1950 in München-Geiselgasteig (Innenaufnahmen) und in der Schweiz am Morteratschgletscher sowie in Pontresina (Außenaufnahmen) statt. Chefkameramann Richard Angst und Co-Produzent Harry R. Sokal waren die einzigen Personen, die auch am Stummfilm von 1929 beteiligt gewesen waren.
Die Produktionsleitung lag in den Händen von Walter Traut. Hans Sohnle und Fritz Lück zeichneten für die Filmbauten verantwortlich. Für die zur Drehzeit 20-jährige Liselotte Pulver, die von Produzent Mainz für diese Rolle verpflichtet worden war, nachdem er sie im Zürcher Schauspielhaus gesehen hatte, bedeutete dieser Film den Start ihrer großen Karriere im Kino der Bundesrepublik Deutschland.

### Veröffentlichung, Erfolg
Die Uraufführung fand am 10. Oktober 1950 in der Essener Lichtburg statt. Die Berliner Erstaufführung war am 15. November 1950. Föhn war zugleich der erste deutsche Nachkriegsfilm, von dem auch eine englischsprachige Fassung hergestellt wurde. Maria Schell-Förderer (“Dr. Holl”) Friedrich A. Mainz startete mit Föhn seine beachtliche Produzentenlaufbahn im bundesdeutschen Kino der Adenauer-Ära. Am 16. November 2007 veröffentlichte Studiocanal/Kinowelt den Film auf DVD.
Föhn und ein weiterer Albers Film, Vom Teufel gejagt, liefen kurz hintereinander (beide Oktober 1950) an. In beiden Dramen verkörperte Albers Ärzte, und in beiden Filmen überlebte er das Ende nicht. Beiden Filmen war, möglicherweise aufgrund des jeweiligen Filmendes, kein Erfolg beschieden, zumal das Albers-Publikum strahlende Siege ihres Helden aus der Zeit vor 1945 gewohnt war. Albers selbst konnte sich immerhin mit beiden Filmen als Charakterschauspieler im frühen bundesrepublikanischen Kino etablieren.

## Rezeption

### Kritiken
„Rolf Hansen knüpft an die Tradition der Bergfilme der dreissiger Jahre an, mildert aber die funkelnde Bergmystik und den veralteten melodramatischen Handlungshintergrund zugunsten von verfeinerten psychologischen Porträts. Hans Albers gewinnt seinem Stelldichein mit dem ‚Weissen Tod‘ erschütternde Momente ab.“

„Gute schauspielerische Leistungen und hervorragende Photographie.“

„Föhn ist vor vielen Jahren schon einmal gedreht worden … In der Albers-Version geht alles weniger wintersportlich zu als damals. Albers ist eben nicht mehr der Draufgänger, sondern ein alternder Mann…“

„Über 30 [sic!] Jahre nach dem klassischen Bergfilm ‚Die weiße Hölle vom Piz Palü‘ von Arnold Fanck und Georg Wilhelm Pabst drehte Regisseur Rolf Hansen (‚Teufel in Seide‘, ‚Gustav Adolfs Page‘) nach dem Buch von Erna Fentsch dieses gut besetzte Remake, das allerdings nicht die Qualität des Originals erreicht.“

Im Lexikon des Internationalen Films heißt es: „Ansprechende schauspielerische Leistungen und gut fotografierte Bergszenerien veredeln das durchschnittliche Kinodrama.“

### Auszeichnung
Föhn erhielt vom Land Nordrhein-Westfalen das Prädikat „künstlerisch hochstehend“.